# رياض محمد أصفهاني
رياض محمد أصفهاني مواليد 13 مارس 1952، هو لاعب كرة قدم سوري سابق.

## روابط خارجية
- رياض محمد أصفهاني على موقع أوليمبيديا (الإنجليزية)